# It (miniserie televisiva)
It è una miniserie televisiva di due puntate del 1990 diretta da Tommy Lee Wallace e tratta dall'omonimo romanzo di Stephen King.
La miniserie è divenuta un cult per gli amanti di Stephen King e viene ricordata per la magistrale interpretazione di Tim Curry nei panni di Pennywise.
Prodotta dalla ABC con 12 milioni di dollari, budget cospicuo per un prodotto tv, ebbe un enorme successo e fu seguita da oltre 30 milioni di telespettatori nelle sue due prime notti di messa in onda. 

## Trama

### Parte 1
1990. Mike, un bibliotecario che vive a Derry, nel Maine, dopo la morte di una bambina (dove trova sulla scena del crimine la foto di un bambino, famigliare) decide di chiamare a raccolta alcuni suoi amici d'infanzia: il balbuziente Bill, ora sposato e famoso scrittore dell'orrore; il panciuto Ben, ora celebre architetto; l'abusata Bev, ora stilista e maltrattata dal fidanzato; l'ipocondriaco Eddie, ora a capo di un servizio di limousine; il buffo Richie, ora comico della TV, e il diligente Stan, ora banchiere, che assieme formarono il Club dei Perdenti.
Trent'anni prima, il fratellino di Bill, Georgie (quello della foto), stava giocando con una barchetta di carta in una giornata piovosa ma dopo averla persa in un tombino, incontra un curioso pagliaccio di nome Pennywise, che lo invita a riprendersi la barchetta e un palloncino, ma nel momento in cui il bambino allunga la mano il clown lo uccide, strappandogli il braccio: la prima delle tante vittime che seguiranno in quel periodo. Dopo il funerale del fratello, Bill inizia ad essere vittima di diversi e curiosi eventi anormali, come vedere una foto semovente insanguinata di suo fratello, che però solo lui riesce a vedere. Poco prima delle vacanze estive, Bill fa amicizia con gli altri sopraccitati coetanei, anch'essi vittime di eventi simili causati da Pennywise: Ben lo aveva visto sotto le sembianze di suo padre, morto in Corea; Bev, similmente a Bill, ha visto il lavandino del suo bagno, dal quale si sentivano le voci delle vittime di Pennywise riempirsi di sangue che suo padre non vedeva; Eddie era stato aggredito dal clown nelle docce della scuola che si muovevano da sole; Richie lo aveva visto come un lupo mannaro nel seminterrato della scuola e Stan lo aveva visto come mummia in una misteriosa casa abbandonata, ma si rifiuterà di credere alla realtà della situazione. A tormentare i Perdenti ulteriormente è un gruppo di bulli capeggiato da Henry Bowers che, spinti dall'odio razziale, intendono picchiare Mike che però viene salvato dai Perdenti (ai quali poi si unisce) che affrontano i bulli, lanciandogli contro le pietre, ma facendo promettere ad Henry che li avrebbe uccisi. Parlando tra di loro degli eventi paranormali di cui sono stati protagonisti, i ragazzi scoprono che Pennywise è ben diverso dall'essere umano, iniziando a chiamarlo "It" (quello), e capiscono che lui è il responsabile delle morti dei bambini di Derry. I Perdenti vedono inoltre It sbucare dall'album fotografico di Mike, volendo avvertirli di lasciarlo in pace e di non ficcanasare nei suoi affari, spaventando a morte Stan, che si era appoggiato con tutte le sue forze alla realtà iniziando a vacillare psicologicamente.
I Perdenti si armano di fionda e due orecchini d'argento e si addentrano poi nelle fogne, dove dovrebbe trovarsi la tana del mostro, per uccidere It, inseguiti da Henry e da due suoi amici, Patrick e Belch, a loro insaputa. Patrick, separatosi da Henry e Belch per accerchiare i Perdenti, viene ucciso da It e quando i due rimanenti bulli catturano Stan per ucciderlo, arriva It, nella sua vera forma, che emana la pericolosa "Luce dei Defunti" (Deadlights), e uccide Belch. Stan riesce a scappare ma Henry, scioccato dalla forma di It, impazzisce (facendogli anche diventare i capelli bianchi) ed esce dalle fogne per dire, a causa della pazzia, che è stato lui ad uccidere Georgie e tutti gli altri bambini, venendo arrestato, e rinchiuso quindi in un carcere. Stan si riunisce ai Perdenti, che, per proteggersi dal pagliaccio e dalle sue illusioni, formano un cerchio cercando di restare calmi; tuttavia, Stan, ancora spaventato, viene preso e quasi ucciso da It, in quanto trova gustose le sue vittime quando sono spaventate. Eddy, facendosi coraggio, spruzza in faccia al pagliaccio l'acido muriatico del suo inalatore, facendogli sciogliere metà del trucco: rivelando un'orrenda faccia, e poi Bev lo colpisce con uno degli orecchini, rompendogli la testa, mostrando un fascio della Luce dei Defunti, costringendo It alla fuga. I Perdenti escono vittoriosi dalle fogne ma, nel caso non l'abbiano ucciso, Bill fa promettere a tutti che torneranno a finire il lavoro.
Mike, dato che è l'unico del club che è rimasto a Derry, è rimasto l'ultimo testimone che ha mantenuto intatte le memorie riguardo a It e quindi a uno ad uno richiama gli altri Perdenti facendo riacquistare a loro buona parte della memoria, dicendogli che è giunta l'ora di mantenere la promessa. Tutti rispondono positivamente alla chiamata a parte Stan il quale, terrorizzato, si uccide tagliandosi le vene nella sua vasca da bagno, lasciando sul muro un messaggio scritto col sangue: "It".

### Parte 2
I Perdenti fanno ritorno alla spicciolata a Derry. It, terrorizzandoli, tenta di offrir loro la possibilità di andarsene e vivere una vita tranquilla senza doversi continuamente guardare le spalle da lui. Mike gli spiega che loro hanno avuto successo poiché hanno lasciato Derry, in quanto maledetta da It, anche se ciò gli ha fatto dimenticare buona parte degli eventi di trent'anni prima, che Mike aiuta loro a ricordare. Molti di loro, spronati da Richie, non vogliono riaffrontare quel brutto passato e chiedono di potersene andare lasciando It ancora vivo (cosa che Mike non obietta, in quanto hanno mantenuto la promessa che sarebbero tornati se It non fosse morto). Dopo aver saputo della morte di Stan e dopo aver visto la sua testa mozzata insultarli e invitarli un'ultima volta a lasciare Derry, i Perdenti scoprono più fatti riguardanti alla maledizione, tra cui il fatto che tutti gli adulti sono sotto il suo parziale controllo e che It dorme per trent'anni prima di svegliarsi per un determinato periodo di tempo, divorando gli abitanti di Derry (perlopiù bambini).
Henry, intanto, si trova in prigione in un carcere di massima sicurezza, quando una notte vede Pennywise riflesso sulla luna che lo invita ad evadere e uccidere i Perdenti. Inizialmente non dà credito alla visione fino a quando non vede sbucare da sotto il suo letto un redivivo Belch (un'altra illusione di It), anche lui invitandolo ad evadere e finire il suo compito. Con l’aiuto di It, Henry uccide la guardia carceraria e scappa. Questi riesce a ferire gravemente Mike, prima di accoltellarsi per sbaglio durante la colluttazione che segue tra i due. Mike viene portato in ospedale, dove viene salvato. L’uomo rivela a Bill che un giorno era sceso nelle fogne nel tentativo di suicidarsi offrendosi a It e aveva ritrovato i due orecchini, considerandoli un segno del destino. I rimanenti Perdenti, spronati da Bill a combattere per Georgie, Stan e le altre vittime, decidono di uccidere It una volta per tutte. Intanto, rimasto senza un alleato, It decide di rapire la moglie di Bill, Audra, venuta per assistere il marito, inconscia di quello in cui si stava buttando.
Tornati al luogo dell'ultimo scontro, un'illusione di Pennywise li incita ad andarsene o dovranno avere a che fare con la sua vera forma e la Luce dei Defunti. I Perdenti non si fanno intimidire e, guidati dallo spettro di Georgie che li guida attraverso la sua barchetta, raggiungono la tana di It, che si rivela essere un mostro simile ad un ragno (benché anche questa potrebbe non essere la sua vera forma). Bill, Richie e Ben vengono stregati dalla Luce dei Defunti emanata dalla pancia di It, quindi, mentre Bev recupera gli orecchini caduti, Eddie tenta di fermarlo con il respiratore, come l'ultima volta, ma non funziona: It lo strangola con le sue fauci. Bev recupera l'orecchino d'argento, prende la mira e riesce a centrare la pancia di It, distruggendo così la fonte della Luce dei Defunti. Il colpo ferisce gravemente It che, messo alle strette e ormai morente, cerca di fuggire. Distrutta la Luce, Bill a gli altri riescono infine a liberarsi dall'ipnosi e assistono agli ultimi momenti di Eddie, mentre li ringrazia di aver reso la sua vita felice.
Il gruppo decide di inseguire It per ucciderlo una volta per tutte e mettere la parola fine a questa storia. I Perdenti capovolgono It e gli strappano il cuore, uccidendolo una volta per tutte. Le sue vittime, rinchiuse nelle ragnatele del mostro, vengono liberate e Bill nota tra di esse Audra in uno stato catatonico. Con Derry ormai libera dalla maledizione di It, i Perdenti tornano alle loro vite dopo il funerale di Eddie: Mike, stanco del suo mediocre lavoro da bibliotecario a Derry, deciderà di lasciare la cittadina e incominciare una nuova vita, scrivendo un libro su quest'avventura; Richie sarà il protagonista di un film comico, ispirandosi a Eddie per la sua parte, Ben e Beverly si sposeranno dopo che lui dichiarerà alla donna i sentimenti che fin dalla pre-adolescenza lo legano a lei (avranno un figlio, prova dell'annullamento di una delle maledizioni di It). Bill, invece, si prepara a far ritorno a Londra con Audra, ancora sotto shock, ma poi ha un'idea ispiratagli da Mike al suo ritorno a Derry: recuperata la sua vecchia bicicletta Silver, sale a bordo con lei, cercando di infondergli i loro ricordi come era successo con lui prima, facendola rinsavire, concludendo il film con un bacio tra i due.
Come appaiono i titoli di coda, però, si sente di nuovo la risata malefica di It.

## Produzione

### Sviluppo
La ABC acquistò i diritti per realizzare una miniserie televisiva di It, per quello che sarebbe stato il primo progetto fatto per la televisione basato su un lavoro di Stephen King dopo Le notti di Salem (1979), diretto da Tobe Hooper. Lawrence D. Cohen, che aveva precedentemente scritto l'adattamento cinematografico di Carrie nel 1976, è stato assunto per scrivere It.. Secondo Stephen King e Cohen, King ebbe poco o nessun coinvolgimento nella scrittura della miniserie. George A. Romero era stato originariamente contattato per dirigere il progetto, che all'epoca la ABC aveva pianificato come una serie di otto-dieci ore che avrebbe superato quattro blocchi di due ore. Romero lasciò il progetto a causa di conflitti di programmazione, dopo di che la ABC la condensò in una serie in tre parti. Poco dopo, Tommy Lee Wallace venne chiamato a dirigerla. Dopo che Wallace firmò per il progetto, la ABC decise di condensare la serie in due parti.
Secondo lo sceneggiatore Cohen: «Parlando candidamente, la ABC era sempre nervosa su di esso, principalmente il fatto che era nel genere horror, ma anche l'impegno di otto-dieci ore. Amavano il pezzo, ma hanno perso il coraggio in termini di quante ore erano disposti ad impegnarsi. Alla fine, hanno accettato un impegno di due notti e quattro ore.» Data la lunghezza del romanzo di King, che conta 1.138 pagine, una grande quantità di materiale è stato lasciato fuori dall'adattamento di Cohen, comprese le sottotrame riguardanti la vita personale dei personaggi adulti, una delle quali vedeva i principali personaggi maschili perdere ognuno la verginità con Beverly. «Non riesco nemmeno ad iniziare ad enumerare le mie scene preferite dal libro che abbiamo dovuto tagliare, perché ce ne sono così tante», rifletté Cohen. «Guardo la situazione come un bicchiere mezzo pieno. Ci sono scene in entrambe le notti che sono state create da Steven [King] sulle pagine, e sono felice che siano sopravvissute, come la scena dei biscotti della fortuna e Beverly adulta che si reca nella sua casa d'infanzia. Per come la vedo io, hanno tagliato i momenti migliori del libro e ridotto a reduci di guerra il resto.»
Tuttavia, Wallace e Cohen hanno mantenuto la centralità di Pennywise nel romanzo della fonte; come notato dallo studioso di cinema Tony Magistrale in Hollywood's Stephen King, «il film per la televisione di Hollywood mantiene l'associazione tra il mondo adulto di Derry e It [che] è ulteriormente stabilita nella magistrale scelta di un clown carnevalesco come simbolo unificante per le varie creature che rappresentano il mostro.»
Tommy Lee Wallace non era soddisfatto della seconda parte della serie, dicendo che gli attori adulti non rendevano bene quanto i bambini.

### Casting
La maggior parte degli attori adulti del film, tra cui John Ritter, Dennis Christopher, Tim Reid e Harry Anderson, sono stati scelti personalmente da Wallace e Cohen per i loro ruoli. Annette O'Toole è stata scelta su suggerimento di Ritter, con il quale aveva recentemente girato The Dreamer of Oz: The L. Frank Baum Story (1990): «Penso che [John] possa aver parlato con qualcuno, perché io ho ottenuto un'offerta [per interpretare Beverly]», ha ricordato la O'Toole. «È successo molto in fretta; non credo di essere andata nemmeno a leggere. All'epoca vivevo in Oregon, e subito dopo, ero a Vancouver con i ragazzi più cool e divertenti di tutti i tempi.»
Emily Perkins e Marlon Taylor, che interpretavano Beverly Marsh e Mike Hanlon da giovani, sono stati reclutati a Vancouver, mentre Seth Green e Jonathan Brandis sono stati reclutati a Los Angeles per le parti di Richie e Bill da giovani.
Secondo Cohen, egli scrisse la sceneggiatura della miniserie senza avere in mente un attore specifico per il ruolo di Pennywise. Secondo quanto dichiarato dal regista Tommy Lee Wallace, prima che egli fosse coinvolto nel progetto Malcolm McDowell e Roddy McDowall vennero entrambi presi in considerazione per il ruolo di Pennywise. Wallace però voleva Tim Curry per il ruolo.
Tim Curry fu riluttante nell'accettare, per via del pensiero di doversi sottoporre a un pesante makeup, memore del suo ruolo nel film Legend dove per interpretare l'antagonista dovette sottoporsi a tre ore di trucco. Per convincerlo, Wallace minimizzò i dettagli nel costume di Pennywise e notò che comunque non era necessario, perché la performance di Curry era già forte di suo.

### Riprese
It venne girato per un periodo di tre mesi a Vancouver, Columbia Britannica, Canada con un budget di 12 milioni di dollari. Dato che le riprese hanno comportato un cast adulto con controparti bambine, Wallace ha cercato di far incontrare gli attori adulti con i bambini che interpretano le versioni giovani dei loro personaggi: «Abbiamo fatto un punto, riunendo le versioni bambine e adulte dei protagonisti per un paio di giorni, anche se è stato costoso, dal momento che loro non avevano scene insieme.» I luoghi di ricognizione a Vancouver includevano Stanley Park, Beaver Lake e Saint Thomas Aquinas High School Convent a North Vancouver. Wallace disse a The Hollywood Reporter che il suo lavoro come regista era quello di dare a Tim il palco e di non intralciarlo troppo. Era come Robin Williams nel modo in cui ha portato un'improvvisazione spontanea alla parte. Curry diede a Pennywise un accento del bronx per suonare come «un vecchio fumetto di Catskills». «Ho lasciato che accadesse,» disse Curry. «I clown sono la tua peggiore paura realizzata. Penso di aver spaventato un sacco di bambini.»
Jarred Blancard non sopportava di dover chiamare Marlon Taylor un «nigger» (negro), sebbene per esigenze di copione, così, prima e dopo le riprese, si scusava con l'attore per l'uso eccessivo del termine.

### Effetti speciali

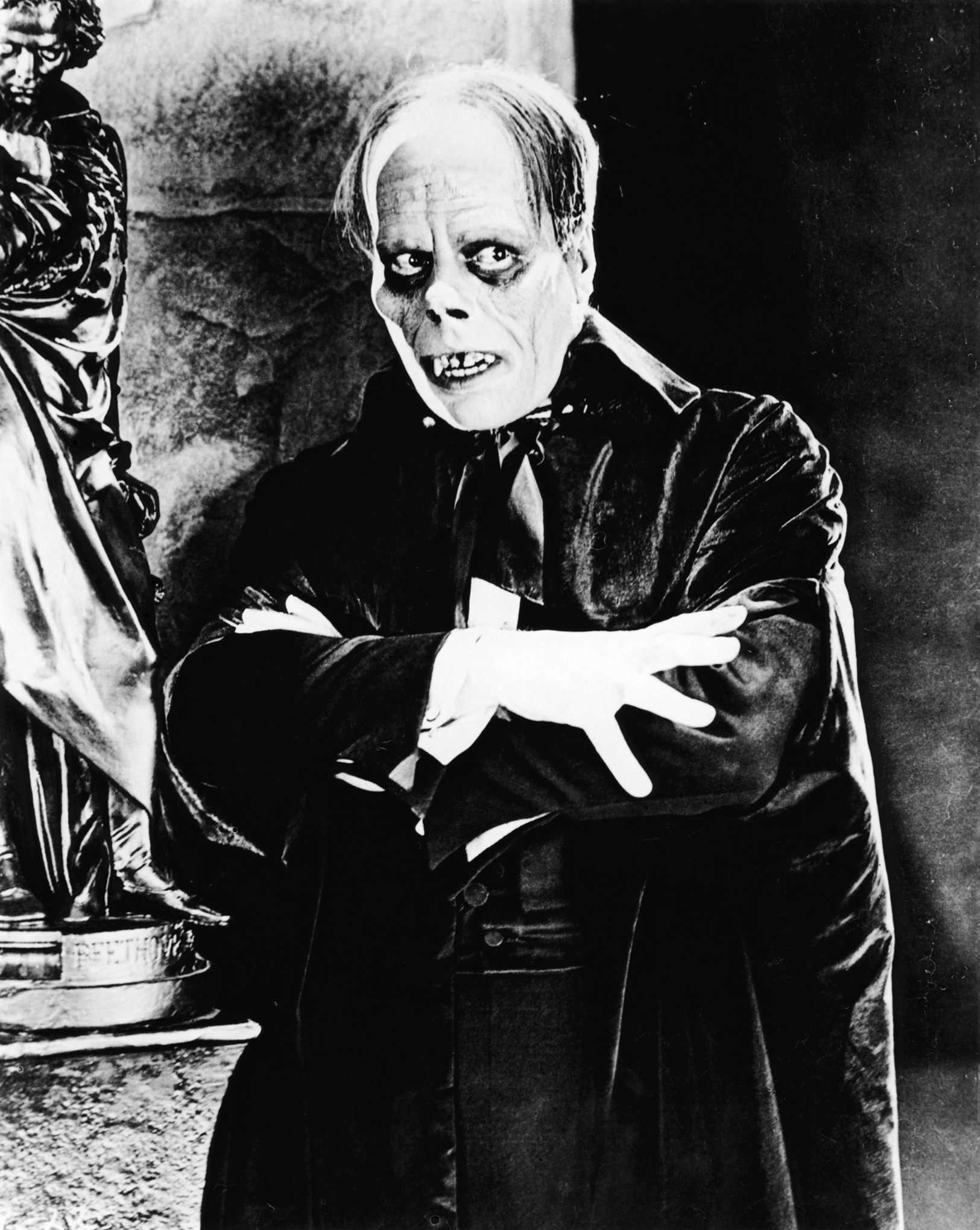
L'aspetto di Pennywise fu basato su Lon Chaney ne Il fantasma dell'opera (1925).

Gli storyboard originali rappresentavano Pennywise con zigomi prominenti, un mento appuntito e una fronte sporgente. Secondo il regista Wallace, «Tim [Curry] si oppose fortemente a tutta la gomma. Di recente aveva recitato in diversi film in cui era coperto di protesi e sono sicuro che riteneva che tutta la colla e il lattice avrebbero ostacolato la recitazione. Aveva ragione, ovviamente. Con quegli occhi, quella bocca e il suo senso dell'umorismo folle e sardonico, alla fine si è rivelato essere più efficace che se avesse passato più tempo nel reparto trucco.»
Il coordinatore degli effetti speciali Bart Mixon iniziò a lavorare su uno stampo per la testa del personaggio di Pennywise dopo che Curry fu scelto per il ruolo; progettò anche tre stampi di argilla per il testing. Secondo Mixon, egli basò la forma della testa di Pennywise su Lon Chaney ne Il fantasma dell'opera (1925), «stilizzato in un clown.» Furono create tre diverse versioni del volto del clown, una delle quali assomigliava a un clown hobo, un'altra che era «un po' più cattiva» e quella finale vista nella miniserie. Per la carnagione bianca del personaggio, fu utilizzato crema di trucco bianca per fare sì che Pennywise assomigliasse ad un «cartone animato vivente.»
La maggior parte degli effetti speciali nel film sono stati fatti praticamente senza alterazione digitale, a parte la scena della doccia nella quale Pennywise esce dallo scarico; questa scena è stata fatta con replacement animazione, una tecnica di animazione simile all'animazione stop motion.
La figura del ragno nella conclusione della miniserie è stata costruita a mano da Mixon e dal suo team di dipartimento artistico. Sul ragno Wallace ha ricordato:
In un panel al Fan Expo Canada nel 2017, Tim Curry ha detto a proposito del ragno: «È stato... non molto spaventoso. O convincente.»

### Musica
Una versione in due CD della colonna sonora completa della miniserie di Richard Bellis è stata pubblicata il 15 novembre 2011. Le colonne sonore della miniserie spaziano dalla musica orchestrale alla musica trumpet-heavy che accompagna l'ambientazione di Derry agli arrangiamenti con strumenti elettronici per i momenti più spaventosi. Bellis ha vinto un Primetime Emmy Award per i risultati eccezionali nella composizione musicale per una miniserie o uno speciale (sottolineatura drammatica).

#### Tracce
Disco 1
1. Main Title – 1:52
2. Enter the Clown – 3:04
3. Georgie Dies – 4:17
4. Ben Gets the News – 0:51
5. Punks – 2:18
6. I Hate It Here – 1:53
7. Bedroom Jazz Source – 2:24
8. The Slap – 1:45
9. Die if You Try – 4:02
10. Richie's Talk Show Play-Off – 0:34
11. The Beast – First Encounter – 2:05
12. Mike Remembers – 0:58
13. Mike Joins the Group – 5:07
14. Pennywise – 0:39
15. Circus Source – 1:10
16. Target Practice – 2:51
17. The Sewer Hole – 3:13
18. Stan Gets Nabbed – 4:27
19. The Fog – 3:25
20. The Pact – 1:43
21. Stan's Suicide – 0:50
22. End Credits I – 1:00

Durata totale: 50:28
Disco 2
1. Main Title Part II – 1:51
2. The Graves – 1:48
3. Library Balloons – 2:53
4. Ben's Flashback – 0:35
5. Skeleton on the Pond – 0:40
6. Guillory's Muzak – 1:27
7. Hydrox – 2:49
8. Audra – 1:45
9. Fortune Cookie – 1:54
10. Silver Flyer – 2:22
11. Leftover Stan – 1:52
12. Henry and Belch – 2:20
13. Every Thirty Years – 1:56
14. Audra Arrives – 2:02
15. This Time It's for Real – 4:26
16. The Smell of Death – 1:59
17. Something's Coming – 4:00
18. The Spider's Web – 5:11
19. Hi Ho Silver – 4:33
20. End Credits Part II – 1:00

Durata totale: 47:23

## Trasmissione
It è stato trasmesso originariamente sulla ABC nel 1990 nelle notti del 18 novembre e del 20 novembre. La prima parte è stata il quinto programma con il punteggio più alto della settimana con uno share del 18,5/29 ed è stato guardato da 17,5 milioni di famiglie. La seconda parte è stata il secondo programma con il punteggio più alto della settimana con uno share del 20,6/33 ed è stato guardato da 19,2 milioni di famiglie. Secondo lo sceneggiatore Cohen, It è stato considerato un grande successo per la ABC, raccogliendo quasi 30 milioni di spettatori durante la sua première di due notti.

## Accoglienza e critica
It si è classificato al primo posto, seguito da X-Files, nel sondaggio indetto nel 2004 dal magazine Radio Times per i programmi più spaventosi mandati in onda nella televisione americana. La top ten includeva inoltre I segreti di Twin Peaks.
La critica più diffusa alla miniserie consiste nella scarsa fedeltà al romanzo di Stephen King, dovuta, oltre all'evidente necessità di non estendere eccessivamente il metraggio per la televisione, a ragioni legate alla censura di temi particolarmente inadeguati a un pubblico televisivo (tematiche sessuali innanzitutto) nonché a precise limitazioni di budget da parte della produzione. Particolarmente apprezzata dal pubblico è stata invece l'interpretazione di Tim Curry, capace di coniugare comicità ed effetti terrorizzanti. La maggior parte dei critici concorda inoltre nel ritenere la prima parte del film, incentrata sul primo incontro dei bambini con Pennywise, di molto superiore alla seconda, quando i ragazzi, ormai adulti, tornano a Derry per sfidarlo.
A settembre 2019, su Rotten Tomatoes, la miniserie ha un indice di gradimento del 61% basato su 18 recensioni, con un punteggio medio ponderato di 5,66/10.
Matt Roush di USA Today ha dato alla miniserie una recensione positiva, scrivendo: «Se Twin Peaks è l'equivalente di un film di mezzanotte trasmesso in prima serata, It è l'equivalente in mini-serie di quei film paurosi del sabato mattina che hanno allegramente traumatizzato una generazione prima che Freddy e Jason iniziassero a inseguire il loro territorio più grafico … Accettalo con le sue regole prima di sgranocchiare i popcorn - e guardalo con le luci accese.» Ken Tucker di Entertainment Weekly ha elogiato le prestazioni nel film, ma ha avuto un parere negativo sugli effetti speciali e il ritmo, osservando: «Presenta un alto livello di recitazione d'insieme raro per qualsiasi film horror … oltre al ritmo lento. Ho trovato il finale una grande delusione: effetti speciali privi di fantasia che animano il mostro nella sua incarnazione finale. Ma il cast è fantastico, la risatina di Curry è agghiacciante e il solito tema sepolto di King — il dolore che gli adulti infliggono ai bambini senza nemmeno rendersene conto — dà sempre modo di riflettere».
Bill Higgins di The Hollywood Reporter definì la miniserie «una grande gita eccitante grazie alla recitazione carismatica di Curry e la  malevolenza selvaggia e ghignante di It». Sandra Harris di Moviepilot ha scritto: «Ci sono anche degli scenari meravigliosi e un bel intreccio di flashback con le scene ordinarie. Per i fan di Stephen King, questo film è un must per la loro collezione. Per gli appassionati di horror in generale, direi che si potrebbe fare molto peggio. Stacca il telefono e rintanati sotto il piumone per tre ore con i popcorn e il telecomando.»
Ian Jane di DVD Talk ha evidenziato la combinazione della miniserie di nostalgia infantile con elementi horror e ha elogiato la performance di Curry come Pennywise.
John Campopiano di Bloody Disgusting lodò il regista Tommy Lee Wallace per «affidarsi meno agli spaventi improvvisi e più sulla creazione di un'atmosfera inquietante che facesse da contrasto ai bambini e alle loro storie.»
Nel 2017, lo scrittore di Rolling Stone Sean T. Collins ha definito la miniserie «leggendaria» e ha commentato che era diventata un cult classico. Ha detto che sebbene la miniserie «pasticci in gran parte i poteri di Pennywise», il ritratto di Pennywise da parte di Curry è «la roba di cui sono fatte le notti insonni. Gongola, ride, schernisce, divora il paesaggio come il mostro stesso divora i ragazzi delle scuole medie - e lui generalmente si fa strada nel cervello dello spettatore.»
Dan Stephens del sito web di United Kingdom Top 10 Films ha premiato il film con quattro stelle su cinque. Nella sua recensione Stephens ha elogiato la storia del film, lo sviluppo del personaggio e la suspense durante la prima parte. Ma ha definito la seconda deludente e ha criticato la mancanza di «amicizia e solidarietà» dei personaggi principali che era presente durante la prima parte, oltre al finale cliché.
Stephen King ha commentato la miniserie in un'intervista del 2015, dicendo: «Devi ricordare, le mie aspettative erano nel seminterrato. Ecco un libro che si estendeva per oltre 1.000 pagine e lo avrebbero riempito in quattro ore, con spot pubblicitari. Ma la serie mi ha davvero sorpreso per quanto fosse bella. È un adattamento davvero ambizioso di un libro davvero molto lungo».
James Smythe di The Guardian nel 2019 ha commentato il fascino duraturo della performance di Tim Curry nei panni di Pennywise, che ha definito «apparentemente progettato per essere sia repulsivo che allettante». Smythe ha qualificato le sue lodi nel notare la scrittura «goffa» e le performance «saponose», ma ha elogiato Curry e la miniserie in generale, definendola: «Adoro quanto sia innocuo Pennywise all'inizio. Com'è sconvolgente la sua interpretazione: quando è allegro nell'attirare Georgie nelle fogne, c'è qualcosa del serial killer in lui, piuttosto che la creatura immortale dei riflettori… Fino ad oggi, è Pennywise a cui le persone si rivolgono se chiedi loro di immaginare un clown spaventoso. Molte persone che non hanno mai letto il libro hanno visto le foto di Pennywise di Curry, o hanno guardato clip, o ricordano i loro fratelli che li costringevano a guardarlo. La miniserie TV è la definizione stessa di un successo di culto: non un enorme successo all'epoca, ma qualcosa che è sopravvissuto a quasi ogni altro adattamento del lavoro di King… E questo grazie a Pennywise».

### Documentario retrospettivo e cortometraggio
Nel maggio 2017 è stata creata una campagna Indiegogo per Pennywise: la storia di It, un documentario indipendente sulla produzione e l'impatto duraturo della miniserie It. Il progetto ha raggiunto il suo obiettivo di crowdfunding nel giugno 2017, con la produzione che iniziò il mese successivo. Il film, diretto da Chris Griffiths e prodotto da John Campopiano e Gary Smart, presenterà interviste con membri del cast e della troupe della miniserie, tra cui Tim Curry, Tommy Lee Wallace, Bart Mixon, Seth Green, Richard Thomas ed Emily Perkins. Il 22 febbraio 2019, un lungo trailer del film è stato caricato su YouTube.
Nell'agosto 2018, è stato annunciato che il co-produttore di Pennywise: The Story of IT Campopiano stava producendo un cortometraggio sequel alternativo della miniserie intitolato Georgie. Il cortometraggio, diretto da Ryan Grulich, vede Tony Dakota riprendere il suo ruolo di Georgie Denbrough dalla miniserie It, e si concentra sull'idea di come la narrazione avrebbe potuto continuare se Georgie non fosse stato ucciso da Pennywise. Nel cast del corto c'è anche Ben Heller, che ha interpretato il giovane Stanley Uris nella miniserie. Il 27 agosto 2018, un teaser trailer per Georgie è stato caricato su YouTube. Il cortometraggio è stato presentato in anteprima al Boston Underground Film Festival il 22 marzo 2019 ed ha debuttato online il 10 giugno 2019 sulla pagina Facebook di Fangoria.

## Distribuzione
It venne distribuito in VHS e Laserdisc nel 1991. La versione originale della VHS era su due videocassette, una per ogni parte. I VHS e laserdisc distribuiti presentavano It così com'era stato originariamente trasmesso in televisione. Nel 1998, It venne ridistribuito su VHS su una singola videocassetta e venne modificato, rimuovendo i titoli di coda dalla prima parte ed i crediti di apertura della seconda parte. Queste modifiche sono state riportate a tutte le versioni successive della miniserie. La miniserie è stata distribuita in DVD nel 2002 e in Blu-ray il 4 ottobre 2016.

### Edizione italiana
In Italia la miniserie venne distribuita per la prima volta nel 1991 in due VHS dalla Warner Home Video, mentre la prima trasmissione televisiva avvenne il 21 e il 22 febbraio 1993 su Canale 5.

#### Doppiaggio
L'edizione italiana della miniserie televisiva è stata curata da Bruno Armando con la direzione di Renato Izzo; mentre il doppiaggio italiano venne eseguito dal Gruppo Trenta presso gli studi della International Recording.

## Versioni home video
Nel 1991, la miniserie è stata trasposta per la prima volta in VHS (in due cassette, una per episodio) e Laserdisc negli USA. Nel 2002 è il turno dell'edizione DVD, presentata per la prima volta come film unico e di conseguenza con alcune scene tagliate perché mostranti i titoli di coda e testa degli episodi in sovrimpressione (per un totale di quasi 5 minuti), oltre ad avere un formato video tagliato in 16:9 pan and scan, al contrario del 4:3 originale.
Nel 2015 esce l'edizione blu-ray, che riporta il formato del film al 4:3 ma mantiene gli stessi identici tagli video dell'edizione DVD.

## Nuovo adattamento cinematografico
Nel 2014 la Warner Bros. ha annunciato un nuovo adattamento cinematografico del romanzo. Le riprese del nuovo film sono incominciate nell'estate 2016. In questo film Pennywise viene interpretato da Bill Skarsgård ed è uscito nelle sale cinematografiche statunitensi l'8 settembre 2017, mentre in quelle italiane il 19 ottobre successivo.
Anche se negli Stati Uniti il film viene erroneamente considerato un remake della miniserie televisiva, ciò è stato più e più volte negato sia dalla produzione sia dal regista Andrés Muschietti, quest'ultimo neanche fan della stessa.